# Marszand

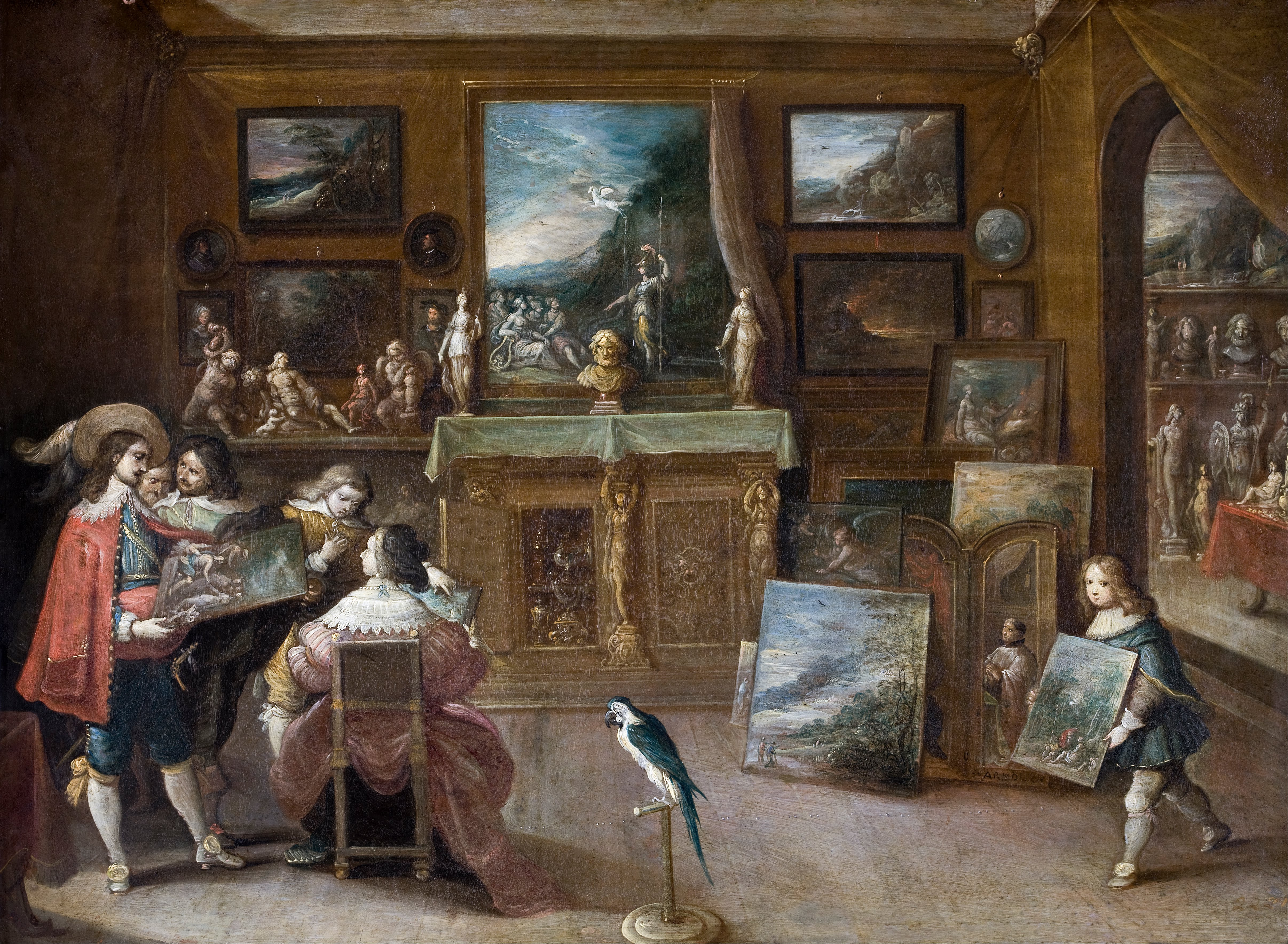
Frans Francken – Bezoekers in een kunstgalerij, 1636

Marszand (fr. marchand – kupiec) – kupiec, osoba handlująca dziełami sztuki, zwłaszcza obrazami. Marszand, obracając dziełami sztuki, bywa mecenasem artystów. Organizuje wystawy, wpływa na rynek dzieł sztuki i jej komercjalizację, ingeruje w twórczość artystyczną ze względu na modę.
Dawniej określenie marszandka oznaczało modystkę.